# HMS Maori (F24)
El HMS Maori va ser un destructor de classe Tribal que portava el nom del poble indígena maori de Nova Zelanda. Va servir a la Flota Mediterrània del Regne Unit durant la Segona Guerra Mundial fins que va ser bombardejat i enfonsat per avions alemanys mentre era a Malta el 1942. Les seves restes van ser posteriorment rescatades i enfonsades fora del Gran Port. Les restes ara són un lloc de busseig.

## Descripció
Els destructors Tribal tenien la intenció de contrarestar els grans destructors construïts per altres nacions i millorar la potència de foc de les flotilles de destructors existents i eren significativament més grans i més armats que la classe I anterior. Els vaixells desplaçaven 1.891 tones llargues (1.921 t) amb càrrega estàndard i 2.519 tones llargues (2.559 t) amb càrrega profunda. Tenien una longitud total de 377 peus (114,9 m), una mànega de 36 peus 6 polzades (11,13 m) i un calat d'11 peus 3 polzades (3,43 m). Els destructors eren propulsats per dues turbines de vapor Parsons, cadascuna de les quals impulsava un eix de l'hèlix utilitzant vapor proporcionat per tres calderes de tres tambors Admiralty. Les turbines desenvolupaven un total de 44.000 cavalls de vapor (33.000 kW) i li donaven una velocitat màxima de 36 nusos (67 km/h; 41 mph). Durant les seves proves al mar, el Zulu va assolir els 34,9 nusos (64,6 km/h; 40,2 mph) des de 44.463 shp (33.156 kW) amb un desplaçament de 2.212 tones llargues (2.247 t). Els vaixells portaven prou fuel com per oferir-los una autonomia de 5.700 milles nàutiques (10.600 km; 6.600 milles) a 15 nusos (28 km/h; 17 mph). El complement dels vaixells estava format per 190 oficials i mariners, encara que els líders de la flotilla portaven 20 oficials i homes addicionals que consistien en el capità (D) i el seu estat major.
L'armament principal de la classe Tribal eren vuit canons Mark XII de tir ràpid (QF) de 4,7 polzades (120 mm) en quatre muntatges de dos canons superfire, un parell a davant i a darrere de la superestructura, designats "A". B', 'X' i 'Y' de davant a darrere. Els muntatges tenien una elevació màxima de 40°. Per a la defensa antiaèria (AA), portaven un muntatge quàdruple per al canó "pom-pom" QF Mk II de dues lliures i dos suports quàdruples per a les metralladores Mark III de 0,5 polzades (12,7 mm). El foc d'angle baix pels canons principals estava controlat per la torre de direcció i control (DCT) sobre el sostre del pont que alimentava les dades adquirides per ell i el telèmetre de 12 peus (3,7 m) del telèmetre/director Mk II directament darrere del DCT a un ordinador mecànic analògic, el Rellotge de control de foc Admiralty Mk I. El foc antiaeri per als canons principals va ser controlat pel telèmetre/director que enviava dades al rellotge mecànic de manteniment de l'espoleta.
Els vaixells estaven equipats amb un muntatge quàdruple sobre l'aigua per a torpedes de 21 polzades (533 mm). Els Tribals no estaven pensats com a vaixells antisubmarins, però estaven proveïts d'ASDIC, un bastidor de càrregues de profunditat i dos llançadors per a l'autodefensa, encara que els llançadors no estaven muntats a tots els vaixells. Vint càrregues de profunditat era l'assignació de temps de pau, però aquesta augmentava a 30 durant la guerra.

### Modificacions en temps de guerra
Les grans pèrdues a l'atac aeri alemany durant la campanya de Noruega van demostrar la ineficàcia de l'armament antiaeri dels Tribals i la Royal Navy va decidir el maig de 1940 substituir la montura "X" per dos canons Mark XVI de doble propòsit QF de 4 polzades (102 mm) en un muntatge de dos canons. Per controlar millor les armes, el telèmetre/director existent es va modificar per acceptar un radar d'artilleria tipus 285 a mesura que estaven disponibles. El nombre de càrregues de profunditat es va augmentar a 46 a principis de la guerra, i encara se'n van afegir més després. Per augmentar els arcs de tir dels canons antiaeris, l'embut posterior es va escurçar i el pal principal es va reduir a un pal de pal curt

## Construcció i carrera
Autoritzat com un dels set destructors de la classe Tribal segons els Estimacions Navals de 1935, el Maori va ser el segon vaixell del seu nom a servir a la Royal Navy. El vaixell va ser encarregat el 10 de març de 1936 a la Fairfield Shipbuilding and Engineering Company i se li va col•locar la quilla el 6 de juliol a la drassana de la companyia a Govan.  Va ser botat el 2 de setembre de 1937 per la Sra. W.J. Jordan, esposa de l'Alt Comissionat de Nova Zelanda Bill Jordan. El Maori es va completar el 30 de novembre de 1938 i es va posar en servei el 5 de desembre amb un cost de 340.622 lliures, que excloïa les armes i els equips de comunicacions subministrats per l'Almirallat
El Maori es va unir a la divisió del HMS Cossack el gener de 1939 i es va unir a la Flota Mediterrània. Juntament amb els altres destructors de la classe Tribal van fer tasques d'escorta de combois, i el Maori va tornar a Gran Bretanya a l'octubre. Fins a l'abril de 1940 va patrullar el Mar del Nord i també va participar en la Campanya de Noruega. Al juny va navegar cap a Islàndia a la recerca de vaixells de guerra alemanys i també va servir breument a les Illes Fèroe.
El maig de 1941, va participar en la persecució i destrucció del cuirassat alemany Bismarck. Mentre escortava el comboi WS-8B cap a l'Orient Mitjà, el Maori, juntament amb els destructors Cossack, Sikh i Zulu es van separar el 26 de maig i es van dirigir cap a la zona on s'havia informat de l'arribada del Bismarck. El van trobar aquella nit i van fer diversos atacs amb torpedes durant la nit i el matí següent. No van rebre cap impacte, però van impedir que els seus artillers poguessin dormir, cosa que va facilitar que els cuirassats l'ataquessin l'endemà al matí. Aleshores, el Maori va rescatar alguns dels supervivents del Bismarck després que el cuirassat s'enfonsés.

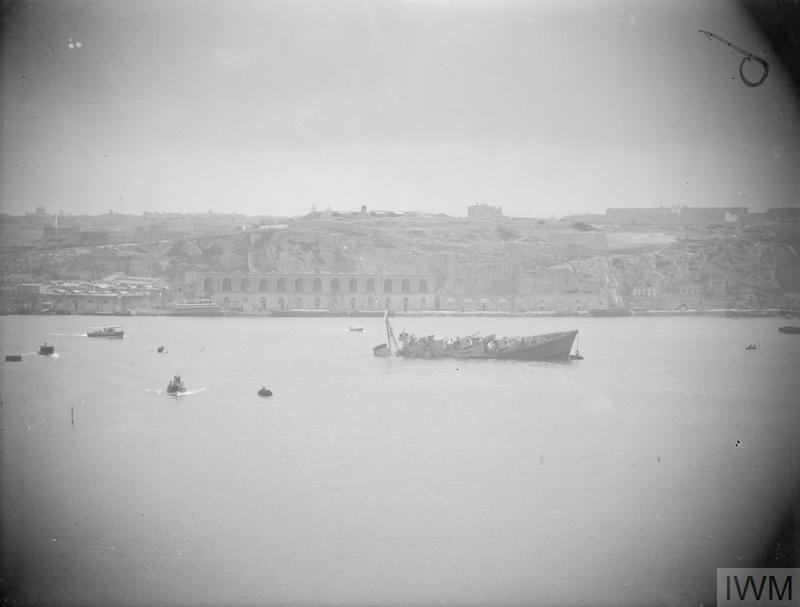
El HMS Maori s'enfonsa a Grand Harbor, el 12 de febrer de 1942

Va servir amb la 14a Flotilla de Destructors durant la Batalla del Cap Bon el desembre de 1941. El Maori, comandat pel comandant R.E. Courage, RN, va ser atacat per avions alemanys i enfonsat als seus amarratge al Gran Port de Malta el 12 de febrer de 1942, amb la pèrdua d'un membre de la seva tripulació; va ser aixecat i enfonsat davant del Fort Saint Elmo el 15 de juliol de 1945.

## El derelicte

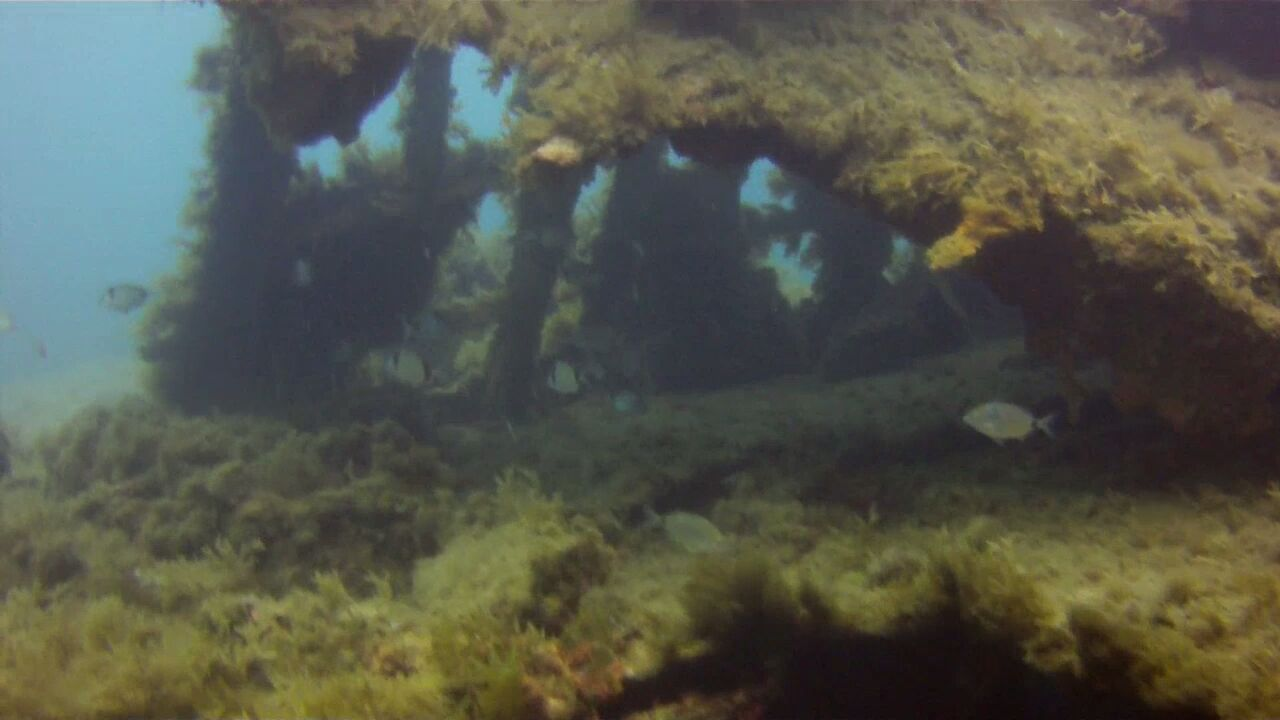
Les restes del HMS Maori

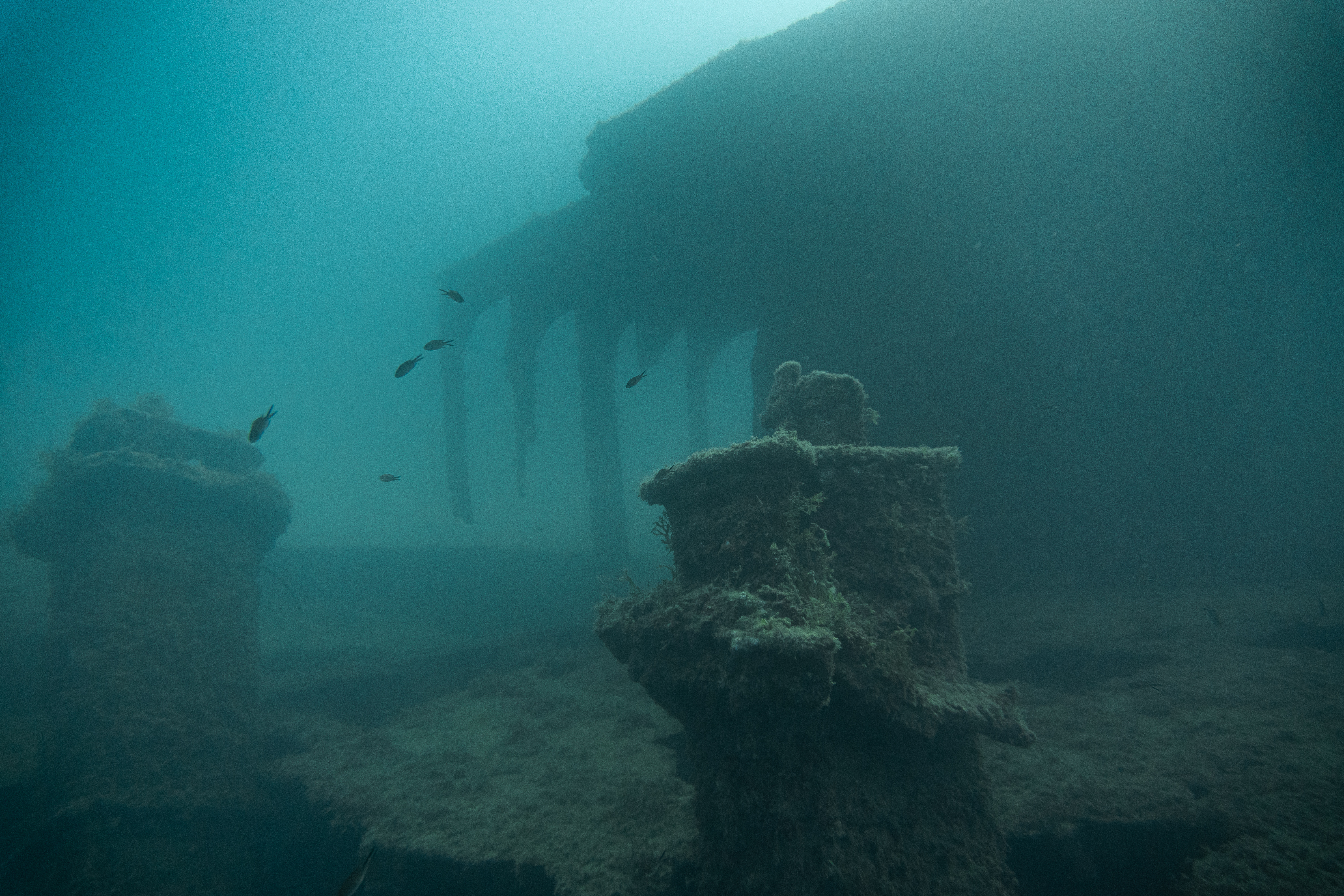
Vista submarina d'una secció del HMS Maori, que va naufragar, es troba en una badia a pocs centenars de metres de la costa a Valletta, Malta.

Situat a pocs centenars de metres de la costa de Valletta, el HMS Maori és ara un lloc popular de busseig. La secció de proa es troba a la sorra blanca a una profunditat de 14 m (46 peus), i la secció de popa del vaixell va ser abandonada en aigües profundes durant el remolc des del Gran Port fins al port de Marsamxett. Gran part de la superestructura davantera es conserva, incloses les dues bases de canons davanters. Es pot trobar molta vida marina al naufragi.